# Ploeotia
Ploeotia is een geslacht in de taxonomische indeling van de Euglenozoa. Deze micro-organismen zijn eencellig en meestal rond de 15-40 mm groot. Het organisme behoort tot de familie Peranemaceae. Ploeotia werd in 1841 ontdekt door Félix Dujardin.

## Soorten
- P. corrugata Larsen & Patterson, 1990
- P. costata Triemer Farmer & Triemer
- P. vitrea Dujardin, 1841